# Капитан Марвел (Marvel Comics)
Капитан Марвел (англ. Captain Marvel) — имя нескольких персонажей, действующих в комиксах, издаваемых Marvel Comics.

## История публикаций
После судебного разбирательства, в котором DC Comics подали в суд на издательство Fawcett Comics за нарушение авторских прав, утверждая, что их Капитан Марвел был слишком похож на Супермена, Fawcett Comics перестали публиковать Капитана Марвела. В конце шестидесятых Marvel Comics получила торговую марку «Капитан Марвел», заставив DC называть свои комиксы об их Капитане Марвеле «Shazam!»
Чтобы сохранить их товарный знак, Marvel опубликовывали выпуски с названием «Капитан Марвел» каждый год или два, что приводило к ряду продолжающихся серий, ограниченных серий и коротких выпусков, показывающих несколько персонажей, использующих псевдоним Капитан Марвел.

## Персонажи

### Мар-Велл
Первый Капитан Марвел, созданный Стэном Ли и Джином Коланом, дебютировал в Marvel Super-Heroes № 12 (декабрь 1967). Этот персонаж был инопланетным офицером, капитаном Мар-Веллом в Императорской полиции Крии, который был послан на планету Земля наблюдать за тем, как развивается технология путешествия в пространстве. Мар-Велла в конце концов утомляют злокачественные намерения своего начальства, и он встаёт на сторону Земли, после чего Империя Крии называет его предателем. С тех пор Мар-Велл борется, чтобы защитить Землю от всех угроз.
Позже он был переделан Роем Томасом и Гилом Кейном. Мар-Велл был сослан в Отрицательную зону Верховным Разумом, единственным способом временно покинуть её был обмен местами с Риком Джонсом с помощью специальных браслетов, называемых Нега-браслетами.
Marvel позволило Джиму Старлину концептуально переделать персонажа, хотя его появление было мало изменено. Мар-Велл освобождается из Отрицательной зоны и становится космическим чемпионом, «Защитником Вселенной», назначенным космической сущностью по имени Эон. Вместе Мар-Велл и Рик продолжают сражаться со злом, в том числе с Таносом. Мар-Велл стал близким союзником титанов, и одна из них, Элизиус, стала его любовницей.
Его карьера была прервана, когда он заболел раком в результате более раннего воздействия токсичного нервно-паралитического газа во время битвы с Нитро. Он умер от этого рака на Титане в присутствии супергеройского сообщества Вселенной Marvel, о чём рассказано в первой широкоформатной графической новелле Marvel Comics «Смерть Капитана Марвела».

### Моника Рамбо
Вторым Капитаном Марвелом была Моника Рамбо, лейтенант береговой охраны из Нового Орлеана, которая обладала способностью трансформировать себя в любую форму электромагнитной энергии. Её силы были на короткое время изменены так, что она не могла трансформироваться в энергию, но вместо этого могла генерировать силовые поля. Через некоторое время её способности энергетического преобразования были возвращены божественной сущностью по имени Незнакомец. Моника являлась членом Мстителей и некоторое время была их лидером. В течение долгого времени она использовала имя Фотон, пока Генис-Велл не принимает то же имя. Генис-Велл и Моника обсуждают этот вопрос, и Моника решает назваться Пульсар. В дальнейшем на некоторое время присоединяется к команде Могучих Мстителей, взяв себе новый псевдоним, Спектр.

### Генис-Велл
Третьим Капитаном Марвелом был искусственно созданный генетический сын Мар-Велла по имени Генис-Велл. Он, как и его отец, носил Нега-браслеты, обладал Космическим знанием и в течение некоторого времени обладал связью с Риком Джонсом. Впоследствии Генис сходит с ума и угрожает уничтожить Вселенную.
После смерти и воскрешения с тайной помощью Барона Гельмута Земо Генис-Велл присоединяется к Громовержцам под именем Фотон. Тем не менее, в его ускоренном воскрешении Земо связал Гениса с концами времени, что привело к дегенеративному влиянию на Вселенную. Чтобы предотвратить неминуемую гибель всего сущего, Земо разбрасывает части тела Генис-Велла через время и Тёмное измерение. Не так давно его вернули.

### Файла-Велл
Четвёртым Капитаном Марвелом была Файла-Велл, младшая сестра Генис-Велла. Она была создана, когда Генис возрождает мир и создаёт различные аномалии, которые приводят к тому, что его мать была возвращена к жизни и родила его сестру Файлу.
Во время события Аннигиляции Файла-Велл сражается вместе с Объединённым фронтом Нова в попытке остановить разрушительную армию Аннигилуса. Она становится новым Квазаром после того, как предыдущий был убит Аннигилусом. Позже становится одним из членов новой команды Стражей Галактики.
Файла имеет сверхчеловеческую силу. Она может стрелять энергетическими взрывами, летать и вести себя как «энергетическая губка», впитывая любую энергетическую атаку, направленную на неё и возвращает их в виде энергетических взрывов. Фила также обладает Космическим знанием и является опытным бойцом.

### Кхн’нр
Пятым Капитаном Марвелом был Кхн’нр агент Скруллов, который скрестился с ДНК Мар-Велла, чтобы зафиксировать себя в форме супергероя и использует технологические копии его Нега-браслетов. Тем не менее, его психическая подготовка было неудачной, в результате чего личность Кхн’нра была стёрта, оставив личность Мар-Велла доминирующей. Во время Тайного вторжения этот персонаж решает бороться против Скруллов.

### Нох-Варр
В рамках сюжета Dark Reign (Тёмное правление) представитель расы Крии Нох-Варр присоединился к новой команде Тёмных Мстителей под псевдонимом Капитан Марвел. Позже он уже под псевдонимом Марвел Бой присоединяется к команде Молодых Мстителей.

### Кэрол Дэнверс
В июле 2012 года Кэрол Дэнверс — супергероиня, известная как Мисс Марвел, взяла на себя мантию Капитана Марвела в серии, созданной писательницей Келли Сью ДеКонник и художником Дехтером Сойем.

## Вне комиксов

### Кинематографическая вселенная Marvel
- В 2019 году вышел фильм «Капитан Марвел». Главной его героиней стала Кэрол Дэнверс в исполнении Бри Ларсон. Так же в фильме появились Мар-Велл в исполнении Аннетт Бенинг и Моника Рамбо в исполнении Акиры Акбар.
- Бри Ларсон вернулась к роли Кэрол Денверс / Капитана Марвел в фильмах «Мстители: Финал» и «Шан-Чи и легенда десяти колец», а также в последнем эпизоде сериала «Мисс Марвел».
- Тейона Паррис сыграла повзрослевшую Монику Рамбо в сериале «Ванда/Вижн».
- В фильме «Доктор Стрэндж: В мультивселенной безумия» появилась альтернативная версия Капитана Марвел, которой стала мать Моники Мария Рамбо, к роли которой вернулась Лашана Линч.
- В фильме «Стражи Галактики. Часть 3» появилась Файла-Велл в исполнении Кай Дзен.
- Бри Ларсон и Тейона Паррис вернулись к ролям Кэрол Дэнверс и Моники Рамбо в фильме «Капитан Марвел 2».